# A Kentucky Romance
Pour plus de détails, voir Fiche technique et Distribution.
A Kentucky Romance est un film muet américain réalisé par Thomas H. Ince et sorti en 1914.

## Fiche technique
- Réalisation : Thomas H. Ince
- Date de sortie :  États-Unis : 23 janvier 1914

## Distribution
- Charles Edler : Jim Selby
- Margaret Thompson : Nance Selby
- Mildred Harris
- Tom Chatterton : Loxie Hargraves
- Herschel Mayall : Bob Hargraves